# 라나 당구바티

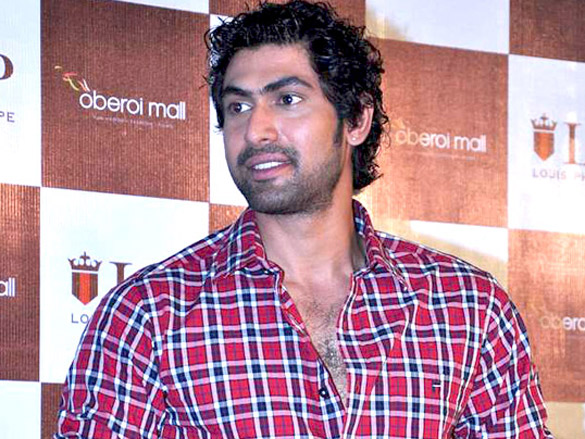

라나 당구바티(Rana Daggubati, 1984년 12월 14일 ~ )는 인도의 영화 프로듀서, 영화배우, 프로덕션 디자이너, 사진가이다.
첸나이에서 태어났다.

## 영화
- 바후발리 2 : 더 컨클루전 (2017년)
- 방갈로르 나트칼 (2016년)
- 베이비 (2015년)
- 바후발리: 더 비기닝 (2015년)
- 바라이 (2013년)
- 디파트먼트 (2012년)